# Documento vivo
Se conoce como documento vivo a aquel que está en constante actualización para reflejar los cambios en el concepto al que se refiere. Ejemplos de documentos vivos son la especificación de un software en ciertos modelos de ciclo de vida del software, o el plan de negocio de una empresa. Generalmente se trata de documentos que describen un sistema complejo y en evolución, y que al ser necesarios para la comprensión del sistema, es imprescindible mantener al día.
- Datos: Q5486070